# Семиреченский 1-й казачий полк

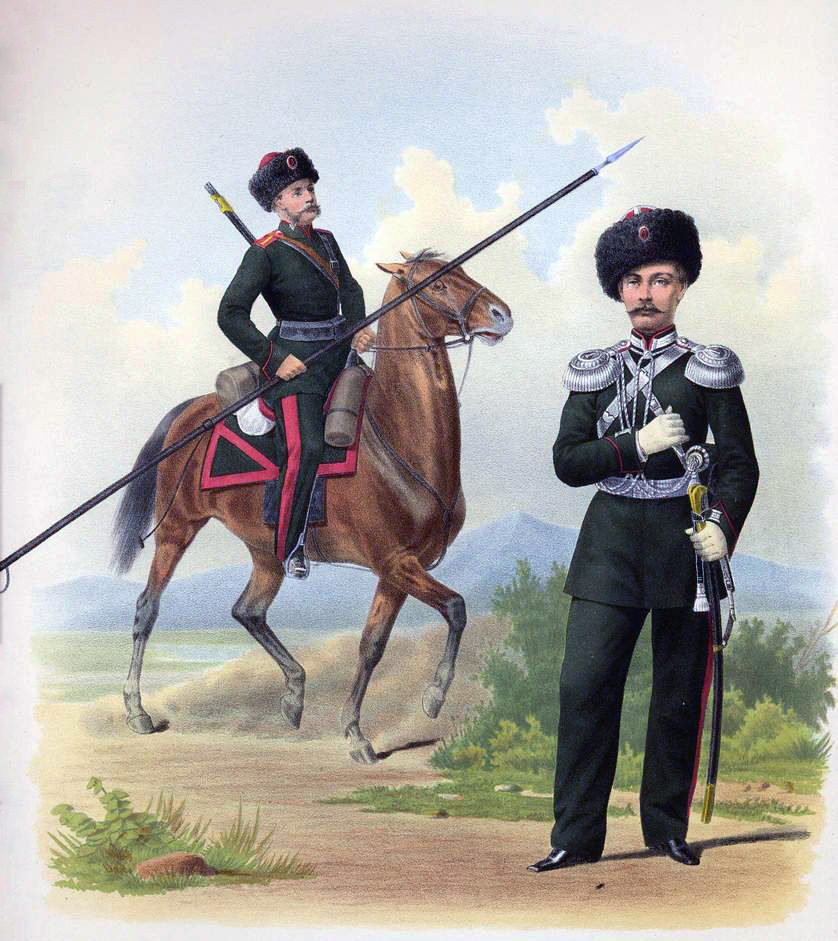
Пиратский К.К. Казак и Штаб-Офицер Семиреченского Казачьего войска. 1867 г.

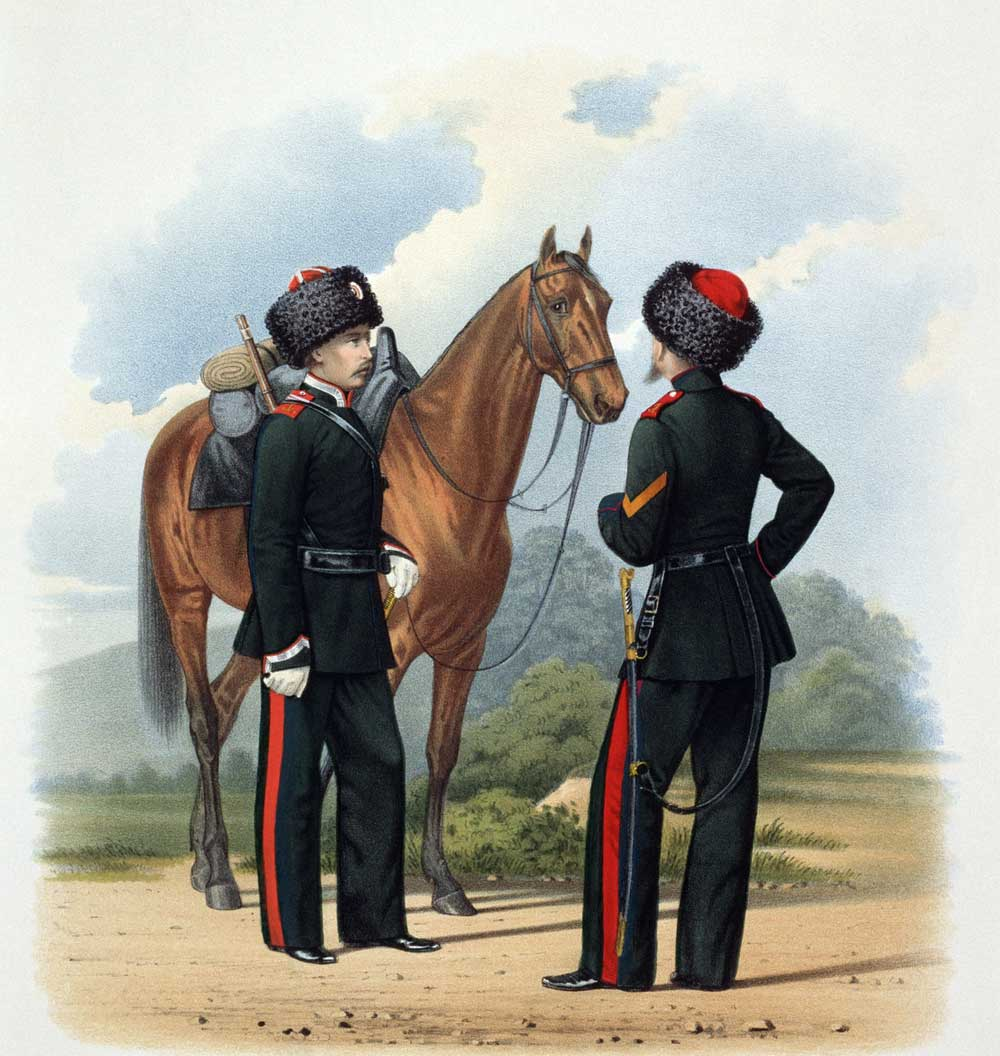
Пиратский К.К. Сибирское и Семиреченское Казачьи войска. 1867 г.

1-й Семиреченский казачий генерала Колпаковского полк — кавалерийская часть русской императорской армии

## История
- 19 августа 1808 — Учреждён 8-й отдел Линейного Сибирского казачьего войска
- 1812 — Линейного Сибирского казачьего войска полк № 8-й
- 5 декабря 1846 — Сибирского линейного казачьего войска полк № 8-го.
- 2 декабря 1852 — Сибирский линейный казачий конный № 9-го полк
- 5 марта 1861 — Сибирский казачий конный № 9-го полк
- 14 июля 1867 — Семиреченский казачий № 1-го полк
- 24 мая 1894 — 1-й Семиреченский казачий полк.
- 12 января 1911 — 1-й Семиреченский казачий генерала Колпаковского полк.
- март 1918 — Полк вернулся с фронта в Семиречье и был распущен.
- сентябрь 1918 — Полк восстановлен под прежним названием (29 офицеров, 910 шашек и 4 пулемета, командир — есаул Сибирского казачьего войска А. А. Асанов) из казаков Капальской и Саркандской станиц, а также двух сотен казаков южных станиц в составе 5-й Сибирской стрелковой дивизии и вступил в бои с красными на Семиреченском фронте.
- Переименован в 1-й конный Алатавский полк Семиреченского казачьего войска.
- 29 марта 1920 — сдался большевикам в Копале.

## Полковая униформа

### Форма
При общей казачьей форме полк носил: Мундир,чекмень,тулья - тёмно-зелёный. Погон,лампас,колпак папахи,околыш,клапан-пальто,шинели, выпушка - малиновый. Прибор

## Знаки отличий
1. Полковое знамя - простое : "1582-1909" с Александровской юбилейной лентой, пожалованное 1909 г. Апреля 14.
2. Знаки отличия на головные уборы : "За отличие в Хивинском походе 1873 года" в 1-й сотне, пожалованные 1875 г. Апреля 17.
3. Одиночныя белевыя петлицы на воротнике и обшлагах мундиров нижних чинов. пожалованные 1908 г. Декабря 6.

## Шефы полка
- 12.01.1911 — вечный шеф генерал от инфантерии Колпаковский, Герасим Алексеевич

## Командиры полка
- Шайтанов, Дмитрий Афанасьевич
- 01.10.1874–29.05.1879 — подполковник фон Гринвальд, Артур-Отто-Мориц Александрович
- 05.07.1879–31.05.1888 — полковник А.П. Принц
- 31.05.1888–14.09.1900 — полковник Пётр Сергеевич Щербаков
- ..–2.05.1901 — полковник Дубровин Николай
- 02.04.1901–26.03.1906 — полковник Гордоделов, Дмитрий Иванович
- 28.04.1906–09.03.1910 — полковник Бендерев, Анастас Фёдорович
- 24.03.1910–07.12.1912 — полковник Вязигин, Николай Фёдорович
- 07.12.1912–05.01.1914 — полковник Хагондоков, Константин Николаевич
- 17.01.1914–xx.01.1917 — полковник Гущин, Сергей Ефимович